# Підлісне (Казахстан)
Підлі́сне (каз. Подлесное) — село у складі Тайиншинського району Північноказахстанської області Казахстану. Входить до складу Літовочного сільського округу.
Населення — 255 осіб (2021; 363 у 2009, 569 у 1999, 947 у 1989).
Національний склад станом на 1989 рік:
- німці — 55 %
- поляки — 29 %.